# ضكاعة (النادرة)
ضكاعة هي إحدى قرى عزلة حزيب بمديرية النادرة التابعة لمحافظة إب، بلغ تعداد سكانها 96 نسمة حسب تعداد اليمن لعام 2004.